# Richland Center
Richland Center è un comune degli Stati Uniti d'America, situato nello Stato del Wisconsin, nella contea di Richland, della quale è il capoluogo.